# Astrid Kumbernuss
Astrid Kumbernuss (Grevesmühlen, 5 febbraio 1970) è un'ex pesista e discobola tedesca, vincitrice di un titolo olimpico ad Atlanta 1996, tre titoli mondiali (1995, 1997, 1999), un titolo europeo (1990) e due titoli europei indoor (1994, 1996).

## Biografia

### Carriera giovanile (1986-1989)
All'inizio della sua carriera, grazie anche alla sua struttura fisica longilinea, praticò come disciplina principale il lancio del disco.
Nel 1987, all'età di 17 anni, prese parte ai campionati europei juniores di Birmingham raggiungendo la seconda posizione con un lancio a 63,56 metri.
L'anno successivo prese parte ai campionati mondiali juniores a Sudbury, in Canada, vincendo la medaglia d'argento alle spalle della connazionale Ilke Wyludda. Le due atlete tedesche furono le uniche a superare nettamente la misura dei 60 metri, risultato di grande valore per la categoria.
Nel 1989 prese parte, per la seconda volta, ai campionati europei juniores, questa volta però anche nella gara di getto del peso. Nell'occasione riuscì a conquistare i titoli europei in entrambe le specialità.

### I primi successi (1990-1993)
Nel 1990 prese parte ai Campionati europei indoor di Glasgow dove concluse quarta a soli 3 centimetri dalla connazionale Grit Hammer, medaglia di bronzo con un lancio a 19,53 metri.
Durante la stagione all'aperto decise di lasciare in secondo piano la specialità di lancio del disco concentrandosi nel getto del peso.
Ai campionati europei di Spalato dello stesso anno, riuscì a vincere il titolo europeo con la misura di 20,38 metri.
Questa sarà una delle sue ultime presenze nella nazionale della Germania Est, l'anno successivo iniziò infatti il processo di riunificazione della Germania.
Dopo un 1991 senza particolari risultati di rilievo, iniziò la stagione 1992 con il suo primo titolo nazionale tedesco nel getto del peso al coperto e soprattutto con la medaglia di bronzo vinta ai Campionati europei indoor di Genova.
Questi buoni risultati non gli permisero comunque di essere scelta all'interno della squadra olimpica tedesca dove vennero preferite le più esperte Kathrin Neimke e Stephanie Storp.
Nell'agosto 1993 prese parte per la prima volta ai Campionati mondiali assoluti che quell'anno si tennero a Stoccarda. Dopo una agevole qualificazione con la seconda miglior misura a 19,92 metri, in finale non riuscì a ripetersi finendo la competizione in sesta posizione con una prestazione di 50 centimetri inferiore rispetto a quanto ottenuto nel turno eliminatorio.

### L'affermazione internazionale (1994)
La stagione 1994 fu ricca di successi. Dopo aver vinto il suo secondo titolo nazionale, prese parte agli europei indoor di Parigi come una delle favorite. Scesa in pedana confermò il suo ottimo stato di forma vincendo la competizione con un miglior lancio a 19,44 metri.
Nel mese di agosto prese parte ai Campionati europei di Helsinki dove vinse la medaglia d'argento alle spalle della sola Vita Pavlyš.
Alla luce degli importanti risultati raggiunti venne scelta come rappresentante della Germania alla Coppa del mondo dove concluderà la gara in terza posizione.

### Le vittorie (1995-1999)
Tra il 1995 ed il 1996 non ebbe rivali a livello mondiale, diventando imbattibile ed ottenendo una serie di ben 51 vittorie consecutive in manifestazioni internazionali.
Nel 1995, all'età di 25 anni, riuscì a vincere, grazie al suo primato personale a 21,22 metri, il suo primo titolo mondiale nel getto del peso nell'edizione di Göteborg. Vinse la gara con un vantaggio di 1,18 m rispetto alla prestazione della seconda, la cinese Huang Zhihong. Questo sarà il vantaggio più grande che sia mai stato realizzato, tra Giochi olimpici e Campionati del mondo, nella gara di getto del peso femminile, fino alla edizione dei mondiali di Daegu 2011 quando Valerie Adams vinse con un distacco di 1,19 m sulla seconda.
Sul finire della stagione prenderà parte alla IAAF Grand Prix Final di Monaco vincendo la competizione con la misura di 20,20 metri.
Durante la stagione 1996, prese parte agli europei indoor di Stoccolma dove riuscì a confermarsi campionessa europea con un lancio a 19,79 metri.
Lo stesso anno ottenne il suo più grande successo sportivo con la vittoria alle Olimpiadi di Atlanta 1996.
Dopo aver superato il turno di qualificazione con la miglior misura a 19,93 metri, durante la finale dominò la competizione sin dal suo primo tentativo dove gettò il suo peso a 20,56 metri.
Nel 1997 vinse la medaglia d'argento ai Campionati mondiali indoor di Parigi dove, per soli 8 centimetri, venne battuta dall'ucraina Vita Pavlyš facendo terminare la sua imbattibilità.
Durante la stagione all'aperto prese parte alla Coppa Europa trionfando nella gara di getto del peso. Dopo pochi mesi partecipò ai campionati del mondo di Atene 1997 vincendo il suo secondo titolo mondiale.
Sul finire della stagione prese parte, ancora una volta, alla IAAF Grand Prix Final, quell'anno a Fukuoka in Giappone, vincendo la gara con un lancio a 20,95 metri.
Nel 1998 prese una pausa dall'attività sportiva in seguito alla maternità rientrando alle competizioni nel maggio 1999 durante il venticinquesimo meeting Hallesche Werfertage ad Halle, in Germania.
Solo tre mesi dopo, nell'agosto dello stesso anno, è riuscita a vincere il suo terzo titolo mondiale consecutivo nell'edizione di Siviglia 1999 con un lancio a 19,85 metri.
Grazie ai buoni risultati ottenuti durante l'anno nelle varie tappe dei Grand Prix IAAF, partecipò alla IAAF Grand Prix Final, concludendo però solo seconda.

### Dalle Olimpiadi di Sydney agli Europei di Monaco (2000-2002)
Nella stagione 2000, dopo il secondo posto ai campionati nazionali indoor, prese parte agli europei di Gand concludendo in terza posizione con un lancio a 19,12 metri.
Durante la stagione prese parte alla Coppa Europa vincendo la competizione.
Il 27 settembre partecipò ai Giochi olimpici di Sydney 2000 per difendere il titolo olimpico vinto quattro anni prima. Dopo l'agevole qualificazione ottenuta al primo tentativo con un la quinta miglior misura, in finale non riuscì ad andare oltre al terzo posto con un miglior lancio a 19,62 metri, ottenuto al sesto ed ultimo turno della gara.
Nel 2001 ha preso parte ai Goodwill Games a Brisbane, in Australia, dove però non è riuscita a salire sul podio raggiungendo la quarta posizione.
Nell'agosto dello stesso anno ha preso parte ai Mondiali di Edmonton dopo la qualificazione ottenuta al secondo tentativo di gara con 18,54 metri, in finale non è riuscita ad andare oltre alla sesta posizione a soli 16 centimetri dal terzo gradino del podio occupato dall'ucraina Vita Pavlyš.
Al termine della stagione è riuscita a vincere, per la terza volta nella sua carriera la IAAF Grand Prix Final.
Nella stagione al coperto anno 2002, anche se tra le migliori atlete grazie ai risultati ottenuti in patria durante i campionati nazionali, decise di non prendere parte ai campionati europei indoor di Vienna.
Durante la stagione all'aperto prese parte alla Coppa Europa ad Annecy. Durante la competizione non riuscirà ad andare oltre alla seconda posizione con un lancio a 19,61 metri.
Nell'agosto partecipò ai Campionati europei di Monaco di Baviera, anche se tra le favorite alla vittoria non riuscì ancora a salire sul podio concludendo la gara in quarta posizione.
Al termine della stagione prese parte alla Coppa del mondo come rappresentante della nazionale tedesca. Terminò la competizione in terza posizione con un miglior lancio a 19,11 metri, a soli 3 centimetri dalla seconda posizione occupata dalla cubana Yumileidi Cumbá.

### Il declino ed il ritiro (2003-2005)
La stagione al coperto anno 2003 iniziò con la vittoria del suo decimo titolo nazionale e con la vittoria della medaglia di bronzo ai campionati mondiali indoor di Birmingham con un lancio a 19,86 metri.
Nella stagione all'aperto vinse ancora il titolo nazionale e trionfò in Coppa Europa con la misura di 19,46 metri.
Alla luce di queste buone premesse, prese parte ai Campionati mondiali di Parigi come una delle favorite quantomeno per la conquista di una medaglia.
Scesa in pedana nella mattina del 27 agosto, non riuscì a lanciare oltre alla misura di 17,83 metri concludendo la gara in quindicesima posizione.
Sul finire della stagione prese parte alla IAAF World Athletics Final, ma anche in quest'occasione non riuscirà a salire sul podio.
Nel 2004, dopo il titolo nazionale all'aperto vinto con la misura di 19,08 metri, prese parte ai Giochi olimpici di Atene 2004 ma, durante il turno eliminatorio non riuscì a lanciare oltre alla misura di 17,89 metri.
Nella stagione indoor 2005 vinse il suo tredicesimo ed ultimo titolo nazionale, ottenuti dalla riunificazione della Germania (7 all'aperto e 6 al coperto), ma decise di non partecipare ai Campionati europei indoor di Madrid ed ai Campionati mondiali di Helsinki. 
Il 3 settembre del 2005, all'età di 35 anni, anche se ancora competitiva alla luce dei 19,16 metri lanciati durante la stagione, ha dichiarato il suo ritiro dallo sport.

## Progressione

### Getto del peso outdoor
| Stagione | Risultato | Luogo                   | Data      | Rank. Mond. |
| -------- | --------- | ----------------------- | --------- | ----------- |
| 2005     | 19,16 m   | Neuwied                 | 10-7-2005 |             |
| 2004     | 19,60 m   | Engers                  | 19-5-2004 |             |
| 2003     | 19,91 m   | Eberswalde              | 20-8-2003 |             |
| 2002     | 19,86 m   | Neuwied                 | 17-5-2002 |             |
| 2001     | 19,87 m   | Calgary                 | 30-7-2001 |             |
| 2000     | 20,23 m   | Neuwied                 | 26-8-2000 |             |
| 1999     | 19,85 m   | Siviglia                | 25-8-1999 |             |
| 1997     | 21,22 m   | Amburgo                 | 23-7-1997 |             |
| 1996     | 20,97 m   | Duisburg                | 21-6-1996 |             |
| 1995     | 21,22 m   | Göteborg                | 5-8-1995  |             |
| 1994     | 20,06 m   | Jena                    | 3-6-1994  |             |
| 1993     | 19,92 m   | Stoccarda               | 14-8-1993 |             |
| 1992     | 19,69 m   | Halle                   | 10-5-1992 |             |
| 1991     | 19,67 m   | São Paulo               | 19-5-1991 |             |
| 1990     | 20,77 m   | Rostock                 | 24-6-1990 |             |
| 1989     | 20,54 m   | Orimattila              | 1-7-1989  |             |
| 1988     | 18,73 m   | Karl-Marx-Stadt         | 16-7-1988 |             |
| 1987     | 18,20 m   | Lipsia                  | 30-7-1987 |             |
| 1986     | 15,39 m   | Halle                   | 20-7-1986 |             |
| 1985     | 14,23 m   | Germania Est (bandiera) |           |             |
| 1984     | 13,44 m   | Germania Est (bandiera) |           |             |
| 1983     | 11,16 m   | Germania Est (bandiera) |           |             |

### Getto del peso indoor
| Stagione | Risultato | Luogo          | Data      | Rank. Mond. |
| -------- | --------- | -------------- | --------- | ----------- |
| 2005     | 18,93 m   | Sindelfingen   | 19-2-2005 |             |
| 2003     | 19,86 m   | Birmingham     | 15-3-2003 |             |
| 2002     | 19,15 m   | Bad Segeberg   | 8-2-2002  |             |
| 2000     | 19,70 m   | Neubrandenburg | 4-3-2000  |             |
| 1997     | 19,92 m   | Parigi         | 8-3-1997  |             |
| 1996     | 20,30 m   | Bad Segeberg   | 2-3-1996  |             |
| 1994     | 19,44 m   | Parigi         | 13-3-1994 |             |
| 1992     | 20,03 m   | Bad Segeberg   | 25-1-1992 |             |

### Lancio del disco
| Stagione | Risultato | Luogo           | Data      | Rank. Mond. |
| -------- | --------- | --------------- | --------- | ----------- |
| 1995     | 59,90 m   | Neubrandenburg  | 18-6-1995 |             |
| 1993     | 59,64 m   | Duisburg        | 10-7-1993 |             |
| 1991     | 60,88 m   | Neubrandenburg  | 27-4-1991 |             |
| 1990     | 65,42 m   | Schwechat       | 3-6-1990  |             |
| 1989     | 64,74 m   | Karl-Marx-Stadt | 18-6-1989 |             |
| 1988     | 66,60 m   | Berlino         | 20-7-1988 |             |
| 1987     | 63,68 m   | Lipsia          | 28-7-1987 |             |
| 1986     | 53,92 m   | Neubrandenburg  | 1-8-1986  |             |

## Palmarès
| Anno                                 | Manifestazione    | Sede       | Evento           | Risultato | Misura  | Note                                                                    |
| ------------------------------------ | ----------------- | ---------- | ---------------- | --------- | ------- | ----------------------------------------------------------------------- |
| In rappresentanza della Germania Est |                   |            |                  |           |         |                                                                         |
| 1987                                 | Europei juniores  | Birmingham | Lancio del disco | Argento   | 63,56 m |                                                                         |
| 1988                                 | Mondiali juniores | Sudbury    | Lancio del disco | Argento   | 64,09 m |                                                                         |
| 1989                                 | Europei juniores  | Varaždin   | Lancio del disco | Oro       | 63,70 m |                                                                         |
| 1989                                 | Europei juniores  | Varaždin   | Getto del peso   | Oro       | 19,53 m |                                                                         |
| 1990                                 | Europei indoor    | Glasgow    | Getto del peso   | 4ª        | 19,50 m |                                                                         |
| 1990                                 | Europei           | Spalato    | Getto del peso   | Oro       | 20,38 m |                                                                         |
| In rappresentanza della Germania     |                   |            |                  |           |         |                                                                         |
| 1992                                 | Europei indoor    | Genova     | Getto del peso   | Bronzo    | 19,37 m | Miglior prestazione personale stagionale                                |
| 1993                                 | Mondiali          | Stoccarda  | Getto del peso   | 6ª        | 19,42 m |                                                                         |
| 1994                                 | Europei indoor    | Parigi     | Getto del peso   | Oro       | 19,44 m | Miglior prestazione personale stagionale                                |
| 1994                                 | Europei           | Helsinki   | Getto del peso   | Argento   | 19,49 m | Miglior prestazione personale stagionale                                |
| 1995                                 | Mondiali          | Göteborg   | Getto del peso   | Oro       | 21,22 m | Miglior prestazione personale · Miglior prestazione mondiale stagionale |
| 1996                                 | Europei indoor    | Stoccolma  | Getto del peso   | Oro       | 19,79 m |                                                                         |
| 1996                                 | Olimpiadi         | Atlanta    | Getto del peso   | Oro       | 20,56 m |                                                                         |
| 1997                                 | Mondiali indoor   | Parigi     | Getto del peso   | Argento   | 19,92 m | Miglior prestazione personale stagionale                                |
| 1997                                 | Mondiali          | Atene      | Getto del peso   | Oro       | 20,71 m |                                                                         |
| 1999                                 | Mondiali          | Siviglia   | Getto del peso   | Oro       | 19,85 m | Miglior prestazione personale stagionale                                |
| 2000                                 | Europei indoor    | Gand       | Getto del peso   | Bronzo    | 19,12 m |                                                                         |
| 2000                                 | Olimpiadi         | Sydney     | Getto del peso   | Bronzo    | 19,62 m |                                                                         |
| 2001                                 | Mondiali          | Edmonton   | Getto del peso   | 6ª        | 19,25 m |                                                                         |
| 2002                                 | Europei           | Monaco     | Getto del peso   | 4ª        | 19,22 m |                                                                         |
| 2003                                 | Mondiali indoor   | Birmingham | Getto del peso   | Bronzo    | 19,86 m | Miglior prestazione personale stagionale                                |
| 2003                                 | Mondiali          | Parigi     | Getto del peso   | 15ª       | 17,83 m |                                                                         |
| 2004                                 | Olimpiadi         | Atene      | Getto del peso   | 15ª       | 17,89 m |                                                                         |

## Campionati nazionali

### Repubblica Democratica Tedesca
- 1 volta campionessa nazionale della Repubblica Democratica Tedesca nel getto del peso indoor (1990)[33]

1989
- Bronzo ai Campionati nazionali indoor, getto del peso[34]

1990
- Oro ai Campionati nazionali indoor, getto del peso - 19,71 m

### Germania
- 7 volte campionessa nazionale della Germania nel getto del peso (1995/1997, 1999, 2002/2004)[35]
- 6 volte nel getto del peso indoor (1992, 1994, 1996, 2002/2003, 2005)[36]

1992
- Oro ai Campionati nazionali indoor, getto del peso - 18,77 m

1993
- Argento ai Campionati nazionali indoor, getto del peso[37]
- Bronzo ai Campionati nazionali, getto del peso[38]

1994
- Oro ai Campionati nazionali indoor, getto del peso - 18,58 m
- Bronzo ai Campionati nazionali, getto del peso[38]

1995
- Oro ai Campionati nazionali, getto del peso - 20,77 m

1996
- Oro ai Campionati nazionali indoor, getto del peso - 20,25 m
- Oro ai Campionati nazionali, getto del peso - 20,58 m

1997
- Oro ai Campionati nazionali, getto del peso - 20,56 m

1999
- Oro ai Campionati nazionali, getto del peso - 19,21 m

2000
- Argento ai Campionati nazionali indoor, getto del peso[37]

2002
- Oro ai Campionati nazionali indoor, getto del peso - 19,08 m
- Oro ai Campionati nazionali, getto del peso - 19,45 m

2003
- Oro ai Campionati nazionali indoor, getto del peso - 19,24 m
- Oro ai Campionati nazionali, getto del peso - 19,36 m

2004
- Oro ai Campionati nazionali, getto del peso - 19,08 m

2005
- Oro ai Campionati nazionali indoor, getto del peso - 18,93 m

## Altre competizioni internazionali
1991
- Coppa Europa di atletica leggera ( Francoforte)

1993
- Argento alla IAAF Grand Prix Final ( Londra), getto del peso - 19,37 m

1994
- Coppa Europa di atletica leggera ( Birmingham)

1995
- Oro alla IAAF Grand Prix Final ( Monaco), getto del peso - 20,20 m

1996
- Coppa Europa di atletica leggera ( Madrid)

1997
- Oro alla IAAF Grand Prix Final ( Fukuoka), getto del peso - 20,95 m

1999
- Argento alla IAAF Grand Prix Final ( Monaco di Baviera), getto del peso - 19,13 m

2001
- 4ª ai Goodwill Games ( Brisbane), getto del peso - 18,09 m
- Oro alla IAAF Grand Prix Final ( Melbourne), getto del peso - 18,94 m

2002
- Bronzo alla Coppa del mondo di atletica leggera ( Madrid), getto del peso - 19,11 m

2003
- 4ª alla IAAF World Athletics Final ( Monaco), getto del peso - 18,89 m

## Compensi
Nel circuito IAAF Grand Prix l'atleta tedesca è riuscita ad ottenere svariati successi. Grazie ai suoi titoli internazionali riuscì ad aumentare il livello dei suoi compensi in maniera molto significativa passando da 7.000 a 13.000 marchi tedeschi a competizione nel periodo tra il 1995 ed il 1997. Per ben tre volte, nel 1995, 1997 e 2001, è stata tra i vincitori del circuito della IAAF Grand Prix vincendo il jackpot di $ 30.000.
A tutto questo si affiancarono ulteriori premi come la Mercedes, dal valore di 45.000 marchi tedeschi, ricevuta come ricompensa per il suo titolo mondiale vinto nel 1995.
Grazie a tutto questo, nella seconda metà degli anni novanta, l'atleta tedesca divenne una delle atlete più pagate a livello mondiale nella disciplina del getto del peso.

## Attività extra-sportive e vita privata
Il 7 luglio 1998 ha avuto il suo primo figlio: Philip.
Risiede a Neustrelitz e, al termine della sua carriera sportiva ha lavorato per la società Barmer Ersatzkasse, il più grande assicuratore sanitario in Germania.

## Riconoscimenti
- Nel 1997 è stata nominata atleta europea dell'anno.[41]
- Sportiva tedesca dell'anno 1997.
- 4 volte atleta tedesca dell'anno: 1995, 1996, 1997, 1999.[42]
- Vince il premio Rudolf-Harbig-Gedächtnispreis dell'anno 2005.

### Inglese
- (EN) Peter Matthews, Historical Dictionary of Track and Field, Lanham, The Scarecrow Press, 2012, ISBN 978-0-8108-6781-9.
- (EN) Mark Butler, IAAF statistics handbook, Helsinki 2005, Monaco, IAAF Media & Public Relation Department, 2005.
- (EN) David Wallechinsky, The Complete Book of the Olympics, Sportclassic Books, 2004, ISBN 978-1-894963-32-9.

### Tedesco
- (DE) Jörg Rössel, Jochen Roose, Empirische Kultursoziologie: Festschrift für Jürgen Gerhards zum 60. Geburtstag, Wiesbaden, Springer VS., 2015, ISBN 978-3-658-08732-6.
- (DE) Karl-Walter Reinhardt, 1000 Olympiasieger: die Besten der Sommer- und Winterspiele, Naumann & Göbel Verlag mbH, 2007, ISBN 978-3-625-11630-1.
- (DE) Fritz Steinmetz, Erfolge der deutschen Leichtathletik seit 1896, a cura di Fritz Steinmetz, Dieter Huhn, Joachim Schweer, Agon Sportverlag, 1994.